# Arafel
Arafel (hebräisch ערפל ‚Nebel‘) ist eine Folk-Black-Metal-Band. Sie wurde 1997 von in Israel lebenden Musikern der ehemaligen Sowjetunion gegründet. Die Band bezeichnet ihren Stil als „Epic War Metal“.

## Geschichte
Arafel wurde in Tel-Aviv 1997 von den aus der ehemaligen Sowjetunion stammenden Schülern Arthur Krupp, „Candlelight“, Felius, Mihail, Leon „Oboroten“ Notik, Grom „Lord Asmodeus“ und Aleksey „Leshii“ Sajko gegründet. Kennengelernt hatten sich die Musiker auf einer russischen Schule in Tel-Aviv. Die Band begann, klassischen Black Metal mit Einflüssen der slawischen Folklore zu spielen, und veröffentlichte im April 1999 das auf 500 Kopien limitierte Demo Skazki Starogo Lesa (deutsch etwa ‚Geschichten des alten Waldes‘) über das lettische Label Beverina.
Nach einigen Auftritten und ersten Line-Up-Wechseln nahm die Band das Debütalbum The Way of Defender im Selani Studio in Polen auf und veröffentlichte es im Jahr 2003. Es stellt ein Konzeptalbum dar und handelt vom russischen „Nationalhelden“ Alexander Newski. Das Album fand bei Fans und in der Fachpresse teils großen Zuspruch, so dass Arafel im selben Jahr beim russischen Label Sound Age unter Vertrag genommen wurde.

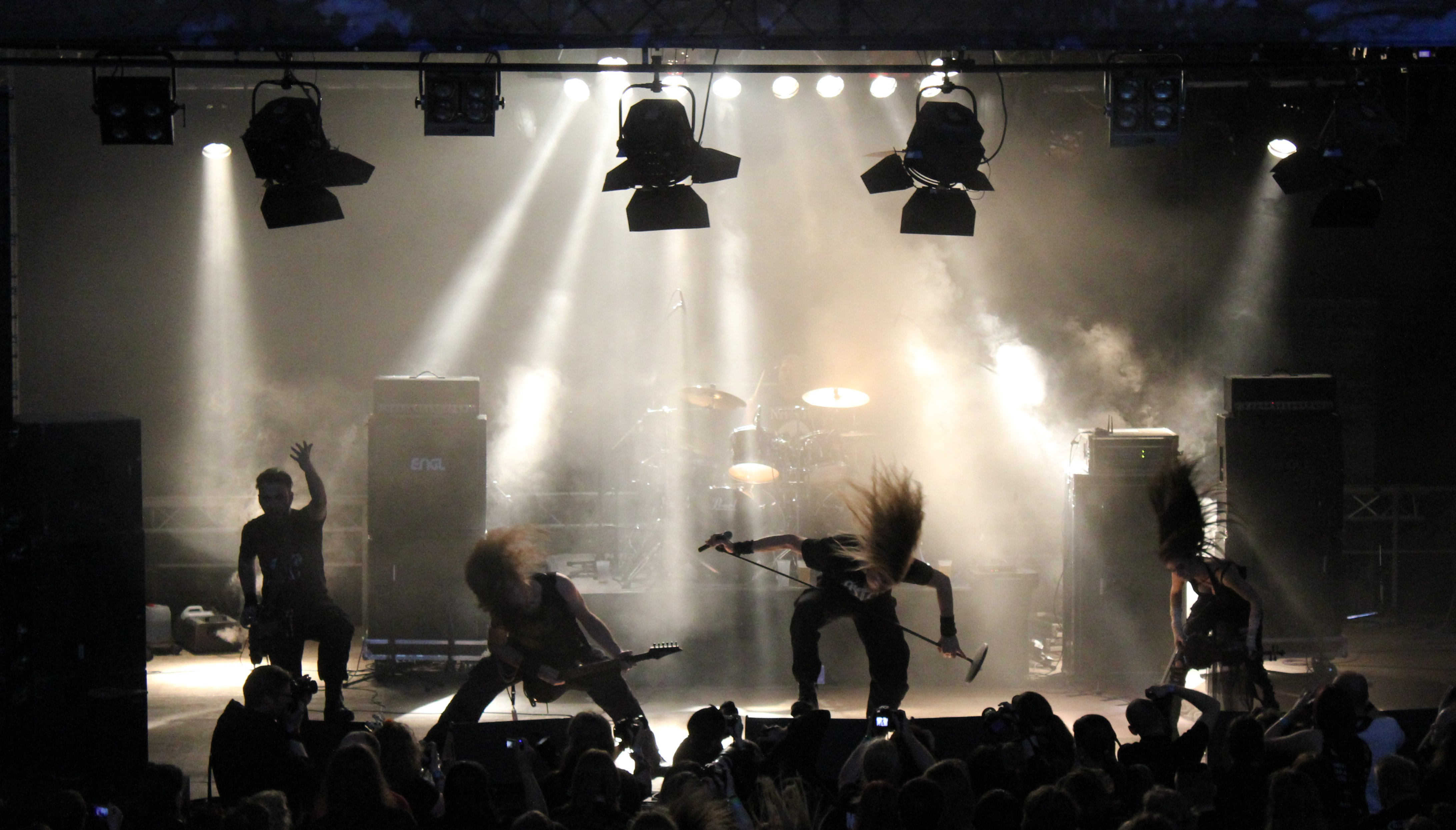
Arafel live auf dem Ragnarök-Festival 2011

Das zweite Studioalbum The Second Strike: Through the Flame of the Ages wurde im Oktober 2004 im Studio X im polnischen Olsztyn aufgenommen und 2005 veröffentlicht. In Deutschland, Österreich und der Schweiz übernahm das deutsche Label Twilight Vertrieb die Promotion und den Vertrieb des Albums.
Anfang 2009 stieg Helge Stang, der damalige Sänger der deutschen Band Equilibrium, bei Arafel ein. Im Oktober 2010 unterschrieb die Band einen Vertrag bei dem österreichischen Label NoiseArt Records. In etwa zu dieser Zeit wurde das dritte Studioalbum der Band im polnischen Hertz Studio aufgenommen und am 28. Januar 2011 unter dem Namen For Battles Once Fought veröffentlicht. Im März 2011 begleitete Arafel die Bands Korpiklaani, Unleashed, Moonsorrow, Kivimetsän Druidi und Varg auf der Paganfest-Tournee 2011, wo sie außerdem ihr neues Album vorstellten. Diese stellte die erste Europatournee der Band dar. Im April 2011 folgte ein Auftritt auf dem Ragnarök-Festival, einem der wichtigsten Festivals der Pagan-Metal-Szene.

## Stil
Anfangs spielte Arafel klassischen Black Metal mit leichten Einflüssen der slawischen Folklore. Inzwischen lassen sich in den Kompositionen auch deutliche Death-Metal-Einflüsse und ein starker Einfluss des Folk Metals finden.
Die Texte sind überwiegend auf Englisch verfasst, wobei es auch einige russische Stücke gibt; mit Im Feld existiert außerdem ein deutscher Liedtext, der von Helge Stang verfasst wurde.

## Diskografie

### Demos
- 1999: Skazki Starogo Lesa

### Studioalben
- 2003: The Way of Defender
- 2005: The Second Strike: Through the Flame of the Ages
- 2010: For Battles Once Fought